# Frei Otto

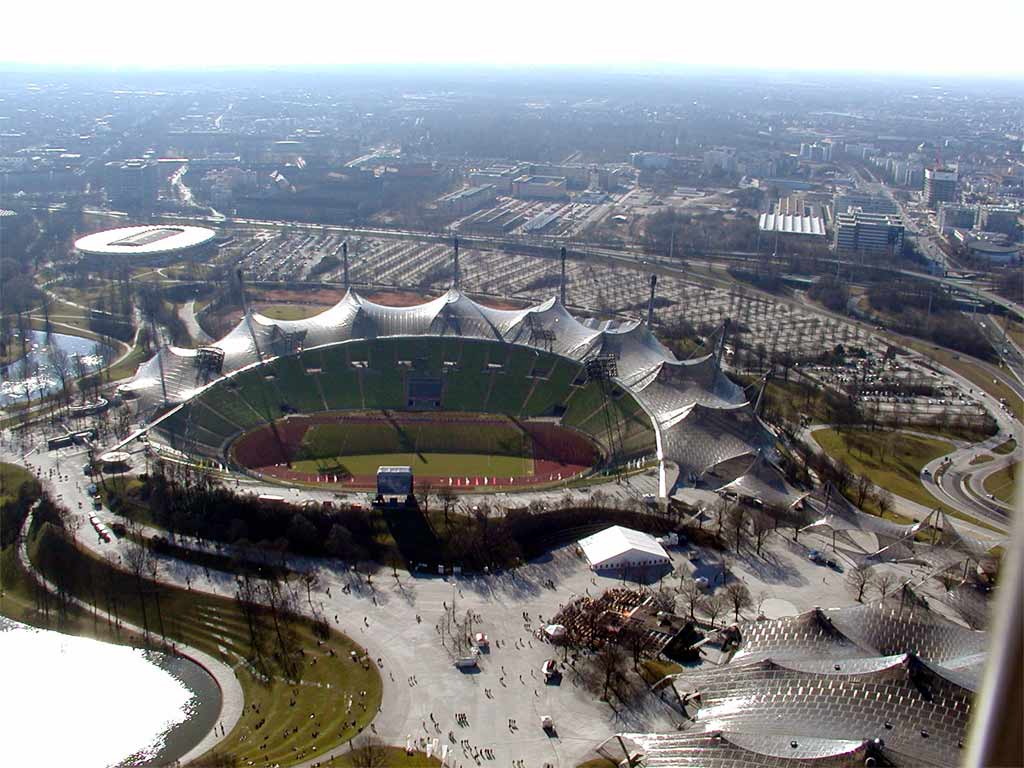
Estadi Olímpic de Múnic, de Frei Otto

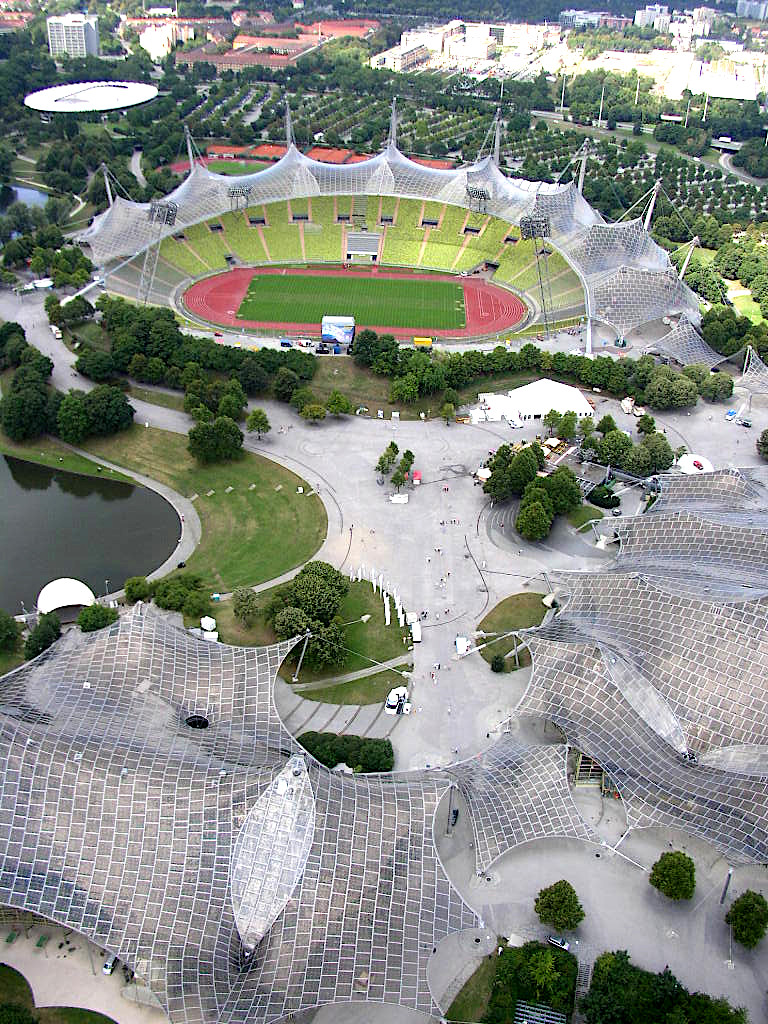
Estadi Olímpic de Múnic

Frei Paul Otto (31 de maig de 1925 Siegmar, avui Chemnitz, Saxònia - Stuttgart, 9 de març de 2015) fou un arquitecte, enginyer estructural, professor i teòric alemany. La seva gran experiència en construcció, malles i altres sistemes de construcció lleugera, l'han situat entre els arquitectes més significatius del segle xx. Liderà, juntament amb Vladímir Xúkhov, Buckminster Fuller i Frank Gehry, l'avantguarda en l'arquitectura de formes orgàniques.

## Biografia
Frei Otto va estudiar arquitectura a la Universitat Tècnica de Berlín abans d'unir-se a la Luftwaffe com a pilot de guerra els últims anys de la Segona Guerra Mundial. Fou internat en un camp de concentració a França on, gràcies a la seva formació com enginyer militar i la falta de materials va començar a experimentar amb tendes. Un cop acabada la guerra, va estudiar als EUA on va conèixer grans figures com Erich Mendelsohn, Mies van der Rohe, Richard Neutra, i Frank Lloyd Wright. Va començar a exercir a Alemanya l'any 1952 i va ser gràcies al pavelló amb forma de seient de l'exposició de Jardins Federals (Bundesgartenschau, BUGA) que va assolir la fama. Posteriorment, va estudiar el doctor en construcció tesada l'any 1954.
Otto fou l'autoritat més gran en estructures tesades i de membrana lleugera i un pioner en els avenços de matemàtiques estructural i enginyeria civil. La seva carrera seguí un cert paral·lelisme amb els experiments arquitectònics de Richard Buckminster Fuller: tots dos van fer de professors a la Universitat de Washington (St. Louis) a finals dels anys cinquanta; així mateix, també van ser responsables dels pavellons de l'exposició universal de Montreal, Expo 67. A més a més, tots dos estaven units pel seu interès en les trames espacials i eficiència estructural, de la mateixa manera, tots dos van experimentar amb edificis "inflables". La metodologia de treball que van seguir s'allunya bastant dels mètodes tradicionals de càlculs de forces, ja que són molt més experimentals.

## Antecedents de l'"Institut für leichte Flächentragwerke" (l'Institut d'Estructures Lleugeres) de Stuttgart
L'Institut d'Estructures Lleugeres el va fundar Frei Otto el 1964 a la Universitat de Stuttgart, a petició de Fritz Leonhardt, catedràtic i rector d'aquella universitat, que li ofereix una plaça de professor i li prepara el camí per a la fundació de l'institut. La creació d'aquest institut va permetre que Frei Otto seguís la seva tasca d'investigació iniciada ja anys abans, amb l'avantatge d'unes condicions més favorables, més estabilitat i més mitjans i sense les dificultats econòmiques que van caracteritzar l'etapa anterior. Així doncs, aquest institut no va començar de zero, sinó que va desenvolupar-se a partir dels treballs realitzats per Frei Otto al Entwicklungsstätte für den Leichtbau de Berlín, del qual en fou el fundador, i també per la seva experiència docent en diferents universitats americanes.
Les investigacions i els estudis corresponents sempre van tenir un plantejament marcadament experimental. Frei Otto s'encarregà de la direcció d'aquesta institució fins al final de la seva carrera acadèmica.
Esquemàticament, podríem classificar els treballs i investigacions més importants dutes a terme en:
- Cobertes transformables o plegables.
- Història de la construcció lleugera.
- Voltes de gelosia.
- Xarxes i cables.
- Carpes, membranes i superfícies mínimes.
- Grans naus suportades per estructures pneumàtiques.
- Membranes a l'aigua. Estructures lleugeres en enginyeria hidràulica.
- El principi de la construcció lleugera. Les relacions recíproques entre forma, naturalesa i massa.
- Biologia i construcció. Naturalesa i tècnica.

## Metodologia de treball
Tots els experiments realitzats durant la llarga trajectòria de Frei Otto i els seus col·laboradors, des del Centre pel Desenvolupament de la Construcció Lleugera (Entwicklungsstätte für den Leichtbau) de Berlín fins a l'Institut d'Estructures Lleugeres (Institut für leichte Flächentragwerke) de Stuttgart, inclosos els experiments realitzats per la tesi, els dels cursos impartits a universitats americanes o realitzats al seu propi estudi d'arquitectura a Warmbronn (Alemanya), constitueixen un patrimoni àmpliament documentat a l'actual arxiu gràfic de l'Institut d'Estructures lleugeres de Stuttgart.
Aquest ampli patrimoni de maquetes i assajos reflecteix un mètode de treball, una metodologia exploratòria de la forma resistent en què l'experiment apareix com a instrument per assolir l'objectiu de la construcció lleugera o de l'optimització de la forma mitjançant l'observació de les estructures naturals i dels fenòmens físics.
La metodologia experimental de Frei Otto planteja una dialèctica entre la recerca i la creació de la forma; entre els processos d'optimització i els processos creatius; entre el seguiment dels processos físics d'autogeneració i el procés de definició de la forma en el projecte arquitectònic.

## La concessió delPremi Pritzker2015
El jurat del Pritzker Architecture Prize, un dels membres del qual era l'arquitecta Benedetta Tagliabue, va seleccionar Frei Otto, a principis de 2015, com a guardonar per a aquest any. Poc després, la directora executiva del premi, Martha Thorne, va anar a visitar-lo a la seva casa-estudi de Warmbronn, Alemanya, prop de Stuttgart, per donar-li en persona la notícia. Otto esdevenia el 40è guanyador del Premi Pritzker, i el segon alemany guardonat. En saber-se la seva mort, l'endemà es va fer pública la concessió, anticipant-se unes setmanes a la data prevista que era el 23 de març.
En la declaració oficial del jurat es conclou que el premi s'atorga per les seves idees visionàries, una ment curiosa, convicció que cal compartir lliurement els coneixement i les invencions, esperit de col·laboració i preocupació per l'ús prudent dels recursos.

## Distincions i premis
- 1967 – Premi de les Arts de Berlín, menció Arquitectura.
- 1974 - "Thomas Jefferson Medal in Architecture" de la Universitat de Virgínia i la Thomas Jefferson.[4]
- 1980 - Aga Khan Award for Architecture.[5][6]
- 1990 - Honda-Preis / Tòquio.
- 1996 – Gran premi del gremi d'Arquitectes i Enginyers Alemanys.
- 1996/97- Premi de la Fundació Wolf de les Arts (Arquitectura).[6]
- 1998 - Aga Khan Award for Architecture.[7]
- 2000 – Fill il·lustre de la Ciutat de Leonberg.
- 2000 - Premi especial en la VII Biennal Internacional d'Arquitectura per la seva trajectòria.
- 2003 – Seleccionat per la revista d'arquitectura HÄUSER com un dels arquitectes més importants de tots els temps.
- 2005 - Royal Gold Medal del «Royal Institute of British Architects«(RIBA) per la seva obra.[8]
- 2005 - Doctor honoris causa de la Facultat d'Arquitectura de la Universitat Tècnica de Múnic.
- 2005 - Ausstellung zu seinem Lebenswerk in der Münchner Pinakothek der Moderne (26 de maig - 28 d'agost 2005).
- 2007 - Praemium Imperiale. Distinció que concedeix la Japan Art Association i que reconeix els mèrits d'artistes de diferents àmbits.[9]
- 2015 - Premi Pritzker, considerat el Nobel d'Arquitectura.[10][11]

## Obres representatives
Aquesta és una llista parcial d'edificis dissenyats per Otto:
- 1955 - Exposició dels Jardins Federals BUGA
- 1957 - Pavelló Tanzbrunnen Rheinpark Colònia, Alemanya
- 1963 - Pavellons per l'Exposició Internacional de Jardinera d'Hamburg
- 1963 - Església de Sant Luca a Bremen
- 1967-68 - Seu de l'Institut d'Estructures Lleugeres de Stuttgart
- 1967 - Pavelló alemany a l'Exposició universal de Montreal
- 1971 - Bonhoeffer-Gemeindezentrum a Bremen juntament amb Carsten Schröck
- 1972 - Sostre de Estadi Olímpic de Múnic, Alemanya
- 1973 –Prototip de tenda "Sarabhai", India
- 1974 – Hotel i centre de conferències a La Meca Ensems amb Rolf Gutbrod
- 1975 - Multihall a Mannheim
- 1977 - Umbrellas per a la gira de Pink Floyd de 1977
- 1978-81 –Pavelló d'esports a Jiddah, Arabia Saudí
- 1980 - Gabial para ocells de més de 5000 m² al zoo de Hellabrunn
- 1980-94 –Habitatges ecològics per l'Exposició Internacional d'Arquitectura de Berlín 1987
- 1985 - Tuwaiq Palace a Al-Riyad, Aràbia Saudita; Centre d'Autoritats i cultura
- 1987–91– Habitatge a l’Exposició Internacional de la Construcció de Berlín, Alemanya
- 1988 - Pavelló de producció per la fàbrica de mobles Wilkhahn[12]
- 2000 - Projecte comú amb Shigeru Ban per al pavelló japonès de la Expo 2000 de Hannover
- 2000 - Participa en el projecte Stuttgart 21
- 2000 - Estructura del sostre del pavelló japonès a l'Expo 2000, Hannover Alemanya (va proporcionar assistència d'enginyeria amb Buro Happold i col·laboració arquitectònica amb Shigeru Ban)
- 2000 - Pavelló de Leonberg
- 2004 - Proposició d'un refugi a la Schlossplatz de Stuttgart
- 1998-2008 -Transformació de l'Estació Central de Stuttgart

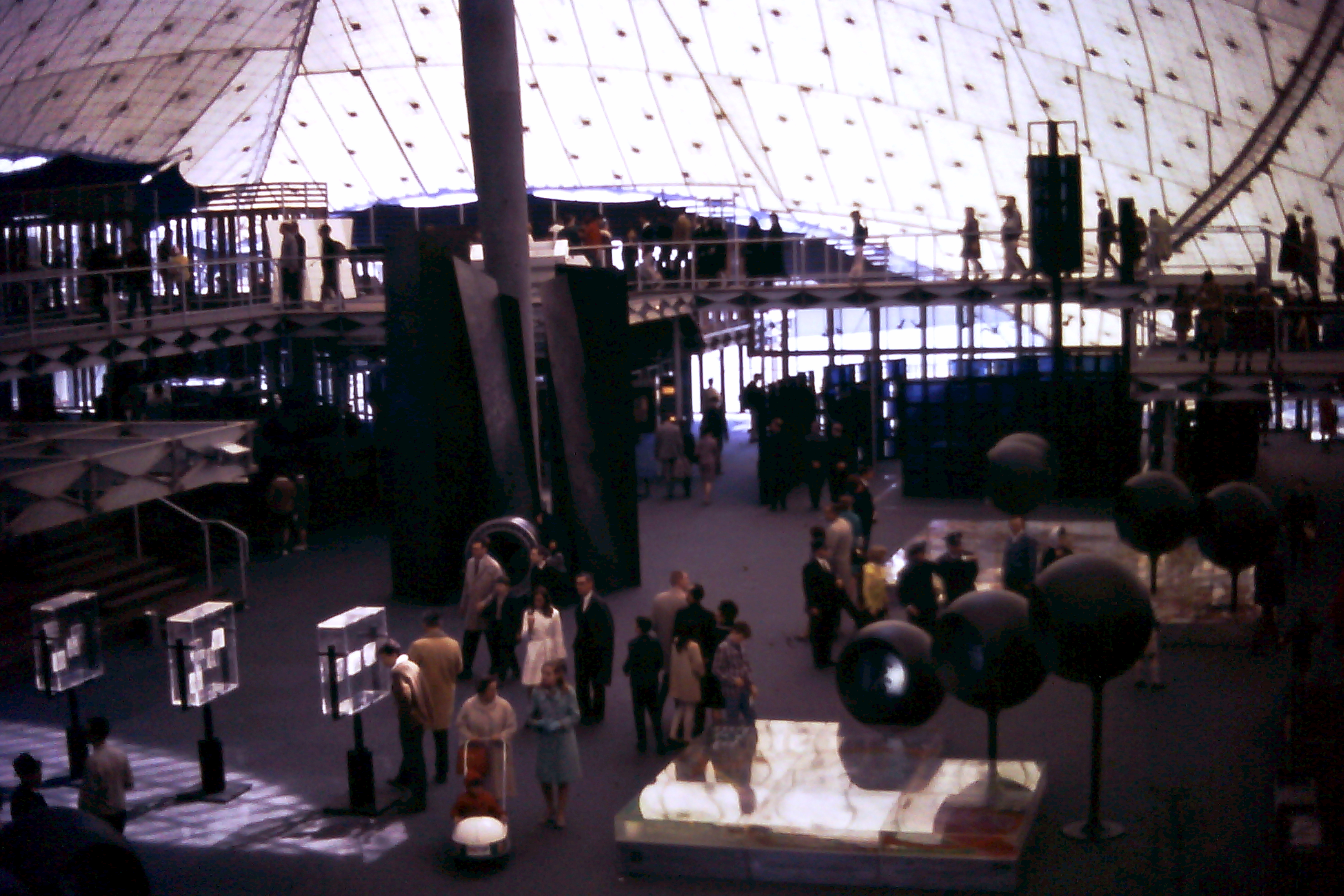
Vista interior, Pavelló d'Alemanya Occidental, Expo 67, Mont-real, Canadà
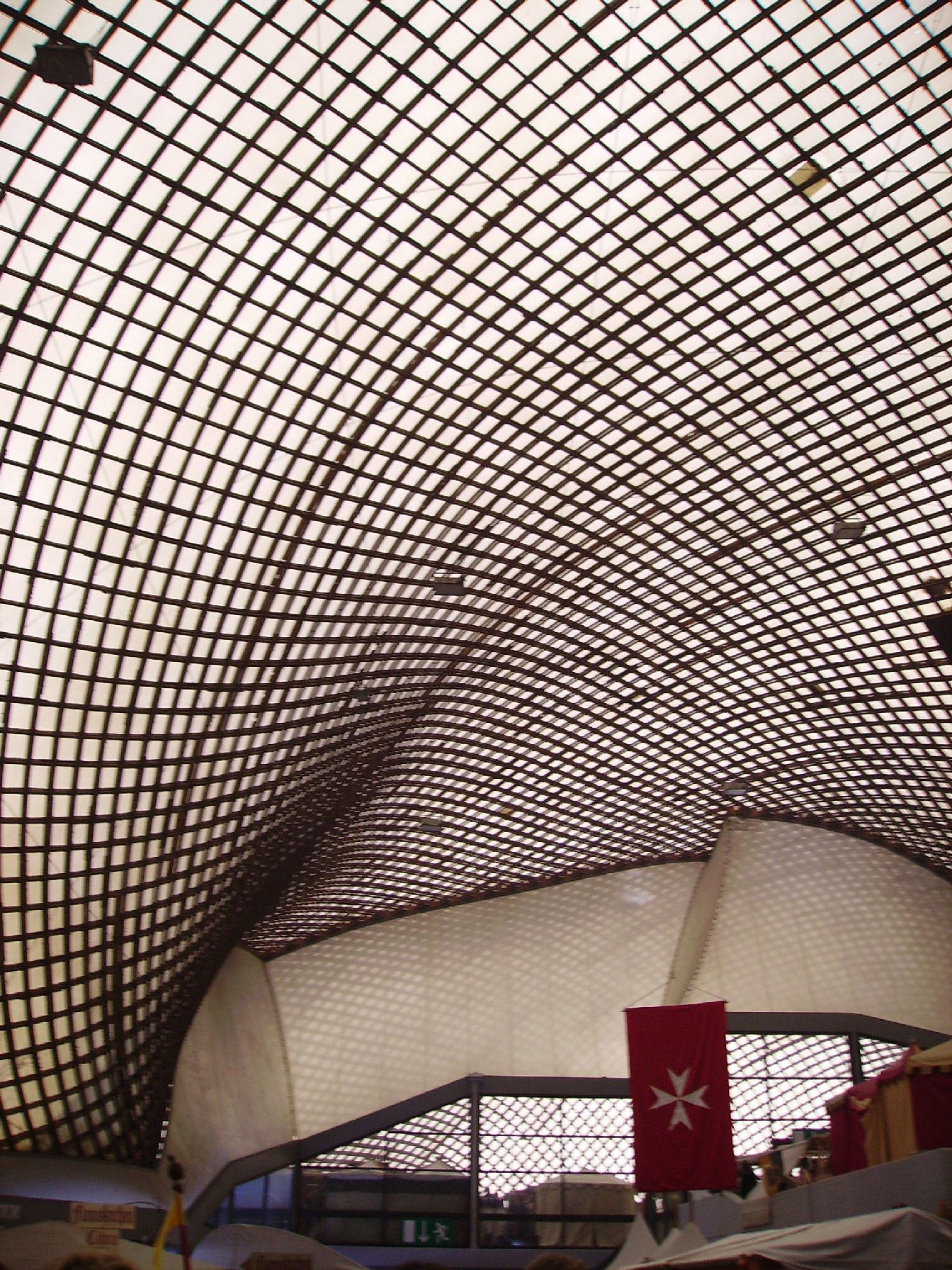
Multihalle a Mannheim
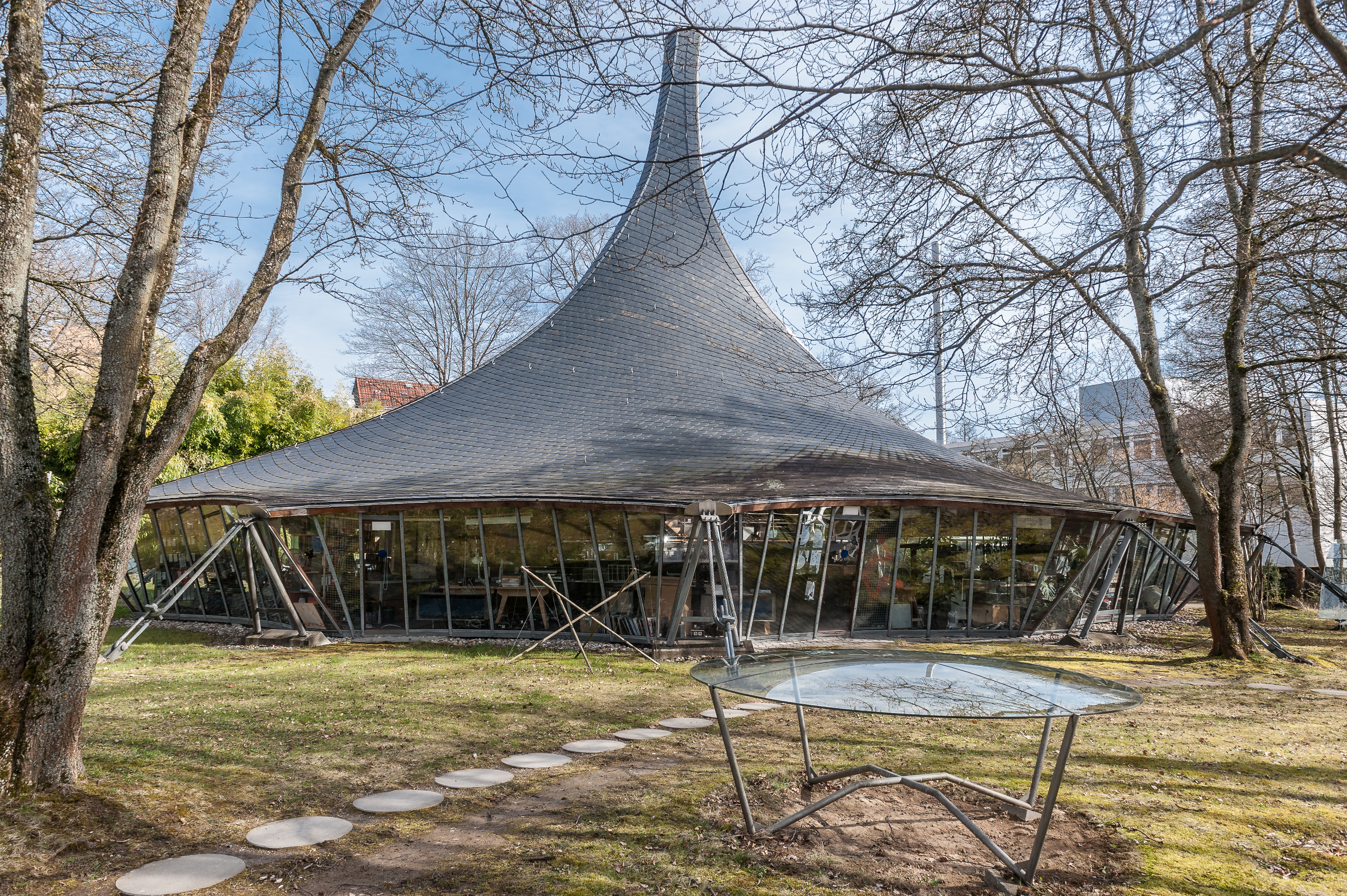
Institut d'estructures lleugeres, Universitat de Stuttgart